# Pedro José Antonio Molina Mazariegos

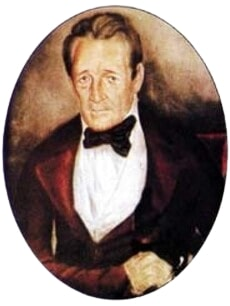
Pedro Molina

Pedro José Antonio Molina Mazariegos (* 29. April 1777 in Guatemala-Stadt; † 21. September 1854 in Guatemala-Stadt) war Präsident der Regierungsjunta der Zentralamerikanischen Konföderation und Staatschef von Guatemala.

## Leben
Pedro Molina studierte Medizin an der Universidad San Carlos de Guatemala bei Narciso Esparagosa y Gallardo, dem Begründer der Chirurgie in Guatemala, und war ab 1802 Dozent an der medizinischen Fakultät. Von 1810 bis 1813 diente er als Militärarzt in Granada, Nicaragua. Im Jahre 1820 tat er sich als Verfasser eines Plans zur Reform des Medizinstudiums hervor, welcher auch umgesetzt wurde.
Am 9. Februar 1804 heiratete Molina María Dolores Bedoya, mit der er mehrere Kinder hatte. Sein Sohn Felipe Francisco Molina y Bedoya machte sich als costa-ricanischer Diplomat einen Namen.

## Politische Laufbahn
Pedro Molina war ein überzeugter Anhänger liberaler Ideen und vehementer Kämpfer für die Unabhängigkeit Zentralamerikas. Im Jahre 1820 gründete er die Zeitung El Editor Constitucional, die später unter dem Namen El Genio de la Libertad Berühmtheit erlangte.
Im Frühjahr 1821 trug Molina als einer der behandelnden Ärzte des damaligen Generalkapitäns von Guatemala Carlos Urrutia y Montoya maßgeblich dazu bei, dass dieser nach einem Schlaganfall die Ausübung der Regierungsgewalt auf den Generalsubinspekteur Gabino Gaínza übertrug, von dem er wusste, dass er der Unabhängigkeitsbewegung wohlwollend gegenüberstand. Am 15. September 1821 gehörte er zu den Teilnehmern der von Gaínza einberufenen Versammlung, die die Unabhängigkeit Zentralamerikas von Spanien erklärte.
Nach der Unabhängigkeit von Spanien widersetzte Molina sich jedoch der von Gaínza betriebenen Annexion Zentralamerikas an das junge Kaiserreich Mexiko. Er gehörte der Verfassunggebenden Versammlung an, die am 1. Juli 1823 die erneute Unabhängigkeit Zentralamerikas, dieses Mal von Mexiko, beschloss und wurde zum Präsidenten der Regierungsjunta bestimmt, der der mexikanische Generalkapitän Vicente Filisola am 10. Juli 1823 die Macht übertrug. Allerdings schied er bereits am 4. Oktober 1823 aus der Regierungsjunta aus.
Als im Sommer 1829 der liberale Staatschef von Honduras Francisco Morazán nach Guatemala einmarschierte um den Föderationspräsidenten Manuel José Arce zu stürzen und in diesem Zusammenhang auch der konservative Staatschef Mariano de Aycinena die Flucht ergriff, übernahm Molina vom 23. August 1829 bis zum 27. Oktober 1830 übergangsweise das Amt des Staatschef der Provinz Guatemala. In der Folgezeit bekleidete er unter der Regierung seines Parteifreunds Morazán verschiedene diplomatische Posten.
Im März 1848 gründete Molina die Zeitschrift El Album Republicano, die scharfe Kritik an der konservativen Regierung des Präsidenten Rafael Carrera übte. Er wurde deshalb im Mai desselben Jahres festgenommen und musste mehrere Monate in Festungshaft verbringen.
Molina wird in Guatemala als Held der Unabhängigkeit verehrt. Zahlreiche öffentliche Plätze, Gebäude und Institutionen tragen seinen Namen.